# Pierre Richer de Belleval
Pierre Richer de Belleval (Chalons-sur-Marne, 1564 – Montpellier, 1632) è stato un botanico francese.
Nel 1593, su mandato di Enrico IV di Francia, è stato il fondatore del Jardin des Plantes de Montpellier, il più antico orto botanico di Francia.

## Riconoscimenti
Il genere delle Liliaceae Bellevalia è stato dedicato al suo nome.